# Список вулиць Києва (В)
Це список вулиць міста Києва, назви яких починаються на літеру В.
До списку входять усі урбаноніми Києва, що містяться в офіційному довіднику «Вулиці міста Києва», затвердженому 2015 року, а також у міській інформаційно-аналітичній системі забезпечення містобудівної діяльності (МІАС ЗМД) «Містобудівний кадастр Києва», довіднику «Вулиці Києва» 1995 року та атласі «Київ до кожного будинку». Назви вулиць, які відсутні в офіційному довіднику, подані курсивом. Проєктні вулиці, що мають код у кадастрі, але не мають назв, у списку не наведені.
У списку вулиці подані за алфавітом. Назви вулиць на честь людей відсортовані за прізвищем (якщо прізвище відсутнє — за іменем) і подаються у форматі Прізвище Ім'я і/або Посада. Якщо вулиця названа за цілісним псевдонімом, то сортування відбувається за першою літерою псевдоніма або імені, тобто Бориса Тена подано на літеру Б, Ганни Барвінок — на Г, Дзиґи Вертова — на Д, Івана Багряного — на І, Кузьми Скрябіна — на К, Лесі Українки — на Л, Марка Вовчка, Марка Черемшини, Миколи Хвильового і Мирослава Ірчана — на М, Олени Пчілки і Остапа Вишні — на О, Панаса Мирного — на П, Юрія Клена — на Ю, Якуба Коласа, Яна Райніса, Янки Купали і Януша Корчака — на Я. Вулиці, що мають, окрім назви, порядковий номер, відсортовані за власною назвою, наприклад 2-й Левадний провулок на літеру Л. Вулиця Радгосп «Совки» розміщена на літеру С, вулиця Міста Шалетт — на літеру Ш. Назви вулиць, що починаються на число (окрім вулиць, зазначених вище), записані словами і подані на відповідну літеру (Восьмого Березня, Першого Травня тощо).
Вулиці з назвами «Садова» (в тому числі «номерні») і лінії виділені в окремі списки.
Станом на 1 січня 2023 року в Києві 2833 урбаноніми, з них:
| - 2059 вулиць; - 533 провулки; - 77 ліній; - 59 площ і майданів; | - 32 проспекти; - 22 бульвари; - 15 узвозів; | - 12 проїздів; - 11 шосе; - 5 доріг; | - 3 алеї; - 3 набережних; - 2 тупики. |

Колір фону у списку залежить від типу урбаноніма.
Після списку існуючих вулиць наведено список зниклих вулиць (вулиць, які були ліквідовані або включені до інших вулиць протягом XX—XXI століть), а також список попередніх назв вулиць, починаючи з 1800 року. Назви перейменованих вулиць, що починаються на число (окрім вулиць, зазначених вище), записані словами і подані на відповідну літеру (Третього Інтернаціоналу, Дев'ятого Січня, Дванадцятого Грудня, Двадцять П'ятого Жовтня, Сорокаріччя Жовтня, П'ятдесятиріччя Жовтня, Шістдесятиріччя Жовтня тощо).

## Вулиці міста Києва
| Назва                         | Тип   | Колишні назви                                                                                              | Район                                     | Місцевість                               | Рік затв.        | Код об'єкта |
| ----------------------------- | ----- | --- | ----------------------------------------- | ---------------------------------------- | ---------------- | ----------- |
| Вавилових                     | вул.  | Нова 817-та, Вавілова, Вавілова Академіка, Вавілових                                                       | Шевченківський                            | Сирець                                   | 2022             | 10186       |
| Вакуленчука                   | вул.  | Рибальський пров.                                                                                          | Дарницький                                | Червоний хутір                           | 1955             | 10187       |
| Вакуленчука                   | пров. | Нова 1-ша вул.                                                                                             | Дарницький                                | Червоний хутір                           | 1955             | 10188       |
| Валківська                    | вул.  | Кладовищенський пров.                                                                                      | Подільський                               | Куренівка                                | 1955             | 10189       |
| Василенка Миколи              | вул.  | Високовольтна, Трудових Резервів, Ватченка                                                                 | Солом'янський                             | Відрадний, Грушки                        | 1991             | 10191       |
| Василівська                   | вул.  | | Солом'янський                             | Олександрівська слобідка                 | 1917             | 10192       |
| Васильківська                 | вул.  | Велика Васильківська вул.                                                                                  | Голосіївський                             | Деміївка, Голосіїв                       | 1944             | 10193       |
| Васильківська                 | площа | Амурська                                                                                                   | Голосіївський                             | Голосіїв                                 | 2022             | 10019       |
| Васильківський                | пров. | | Голосіївський                             | Деміївка                                 |                  | 10194       |
| Васильченка                   | вул.  | Воскресенська                                                                                              | Солом'янський                             | Чоколівка                                | 1955             | 10195       |
| Василя Вишиваного             | вул.  | Нова 617-та, Дундіча                                                                                       | Дніпровський                              | ДВРЗ                                     | 2016             | 10495       |
| Васкула Ореста                | вул.  | Північна, Пушиної Феодори                                                                                  | Святошинський                             | Академмістечко, Біличі, Святошин         | 2022             | 11396       |
| Васнецова                     | вул.  | Пролетарська                                                                                               | Дніпровський                              | Стара Дарниця                            | 1955             | 10196       |
| Ватутінський                  | пров. | | Деснянський                               | Троєщина                                 |                  | 12707       |
| Ващенка Григорія              | вул.  | Нова XXXVIII                                                                                               | Дарницький                                | Осокорки                                 | 2011             | 10199       |
| Введенська                    | вул.  | Ратманського                                                                                               | Подільський                               | Поділ                                    | 1999             | 10200       |
| Веделя Артемія                | вул.  | Проектна 13000                                                                                             | Голосіївський                             | Віта-Литовська                           | 2017             | 13000       |
| Велика Васильківська          | вул.  | Велика Васильківська, Червоноармійська                                                                     | Голосіївський, Печерський, Шевченківський | Нова Забудова                            | 2014             | 11843       |
| Велика Житомирська            | вул.  | Львівська, Житомирська, Золотоустівський пров., Горовиця (Горвиця)                                         | Шевченківський                            | Старий Київ                              | 1869             | 10201       |
| Велика Китаївська             | вул.  | | Голосіївський                             | Саперна слобідка                         | XIX ст.          | 10202       |
| Велика Кільцева               | дор.  | | Оболонський                               |                                          | 2000-ні          | 10203       |
| Велика Окружна                | вул.  | Окружна | Святошинський                             | Братська Борщагівка, Південна Борщагівка | 1965             | 10204       |
| Вербицького Архітектора       | вул.  | Нова | Дарницький                                | Харківський масив                        | 1983             | 10205       |
| Вербівська                    | вул.  | Ворошилова, Бірюзова Маршала                                                                               | Святошинський                             | Михайлівська Борщагівка                  | 2022             | 10106       |
| Вербна                        | вул.  | Івова | Оболонський                               |                                          | 2011             | 10206       |
| Вербний                       | пров. | | Деснянський                               | Троєщина                                 | 2011             | 10207       |
| Вербова                       | вул.  | Вербова + Нова                                                                                             | Оболонський                               | Куренівка, Петрівка                      | 1966             | 10208       |
| Верболозна                    | вул.  | Нова 445-та                                                                                                | Подільський, Шевченківський               | Куренівка                                | 1944             | 10209       |
| Верболозний                   | пров. | Нова 445-та вул.                                                                                           | Подільський                               | Куренівка                                | 1944             | 10210       |
| Вересая Остапа                | вул.  | Проектна 12811                                                                                             | Голосіївський                             | Віта-Литовська                           | 2017             | 12811       |
| Вересая Остапа                | вул.  | Молдавський пров.                                                                                          | Деснянський                               | Куликове                                 | 1961             | 10211       |
| Вересковий                    | пров. | Жданова | Дарницький                                | Бортничі                                 | 2015             | 10520       |
| Вереснева                     | вул.  | Маріїнська, П'ятакова, Червоної Гвардії, Лісна 5-та                                                        | Дарницький                                | Нова Дарниця                             | 1955             | 10212       |
| Верещагіна                    | вул.  | Нова | Подільський                               | Вітряні гори                             | 1957             | 10213       |
| Верна Жуля                    | бул.  | Нова 1-ша вул. + Нова 2-га вул. + Нова 3-тя вул. + Нова 4-та вул., Роллана Ромена бул.                     | Святошинський                             | Микільська Борщагівка                    | 2022             | 11459       |
| Вернадського Академіка        | бул.  | Нова вул., Піонерська вул. + Нова 254-та, Артеківська вул., Вернадського вул., Вернадського Академіка вул. | Святошинський                             | Академмістечко, Святошин                 | 1973             | 10214       |
| Верхній                       | пров. | Церковний                                                                                                  | Печерський                                | Звіринець                                | 1952             | 10216       |
| Верхній Вал                   | вул.  | | Подільський                               | Поділ                                    | XIX ст.          | 10215       |
| Верхньогірська                | вул.  | Ленінська / Середня                                                                                        | Печерський                                | Чорна гора                               | 1944             | 10217       |
| Верхньоключова                | вул.  | Ладозька + Новоключова                                                                                     | Солом'янський                             | Караваєві дачі                           | 1958             | 10218       |
| Верхня                        | вул.  | Церковна                                                                                                   | Печерський                                | Звіринець                                | 1952             | 10219       |
| Верховинна                    | вул.  | Петропавлівська                                                                                            | Святошинський                             | Святошин                                 | 1955             | 10220       |
| Верховинця Василя             | вул.  | Нова | Святошинський                             | Перемога                                 | 1968             | 10221       |
| Верховної Ради                | бул.  | | Дніпровський, Деснянський                 | Соцмісто                                 | 1949             | 10222       |
| Верхогляда Андрія             | вул.  | Нова, Драгомірова Михайла, Михайла Драгомирова                                                             | Печерський                                | Бусове Поле                              | 2012             | 10478       |
| Вершигори Петра               | вул.  | Нова | Дніпровський                              | Райдужний масив                          | 1982             | 10223       |
| Веселковий                    | пров. | Нова 709-та вул.                                                                                           | Подільський                               | Шполянка                                 | 1953             | 10225       |
| Весняна                       | вул.  | Нова 39-та                                                                                                 | Голосіївський                             | Мишоловка                                | 1944             | 10226       |
| Вешенський                    | пров. | Нова 1-ша вул.                                                                                             | Деснянський                               | Биківня                                  | 1957             | 10227       |
| Виговського Івана             | вул.  | Щербакова (част.), Гречка Маршала                                                                          | Подільський                               | Берковець                                | 2019             | 10383       |
| Вигурівський                  | бул.  | Бульвар 1-й                                                                                                | Деснянський                               | Вигурівщина-Троєщина                     | 1987             | 10231       |
| Видова                        | вул.  | Лінія 10-та, Агітаторська                                                                                  | Солом'янський                             | Батиєва гора                             | 2022             | 10007       |
| Видубицька                    | вул.  | Видубецька                                                                                                 | Печерський                                | Звіринець                                | 1950-ті          | 10232       |
| Винахідників                  | вул.  | Нова 804-та                                                                                                | Дніпровський                              | ДВРЗ                                     | 1953             | 10234       |
| Винахідників                  | пров. | Нова 805-та вул.                                                                                           | Дніпровський                              | ДВРЗ                                     | 1953             | 10235       |
| Винниченка Володимира         | вул.  | Новопавлівська, Коцюбинського Юрія                                                                         | Шевченківський                            | Солдатська слобідка                      | 2015             | 10778       |
| Виноградна                    | вул.  | | Солом'янський                             | Жуляни                                   | 2015             | 11982       |
| Виноградний                   | пров. | | Печерський                                | Липки                                    | ХІХ ст.          | 10236       |
| Вирлицька                     | вул.  | Нова 5 | Дарницький                                | Харківський масив                        | 1993             | 12073       |
| Високовольтний                | пров. | | Дарницький                                | Бортничі                                 |                  | 12074       |
| Виставкова                    | вул.  | Нова, Виставочна, Потєхіна Полковника                                                                      | Голосіївський                             | Голосіїв                                 | 2023             | 11348       |
| Висоцького Володимира         | бул.  | Бульвар 2-й                                                                                                | Деснянський                               | Вигурівщина-Троєщина                     | 1987             | 10237       |
| Висоцького Сергія             | вул.  | Проєктна 12976                                                                                             | Солом'янський                             | Жуляни                                   | 2019             | 12976       |
| Витвицького Степана           | вул.  | Проектна 13078                                                                                             | Деснянський                               | Селище Радистів                          | 2017             | 13078       |
| Вифлеємська                   | вул.  | Нова, Гравійна, Шліхтера Академіка                                                                         | Дніпровський                              | Соцмісто                                 | 2015             | 11905       |
| Вишгородська                  | вул.  | | Оболонський, Подільський                  | Пріорка, Вітряні гори                    | сер. ХІХ ст.     | 10238       |
| Вишнева                       | вул.  | | Дарницький                                | Бортничі                                 |                  | 10239       |
| Вишнева                       | вул.  | | Оболонський                               | СТ «Зелений бір»                         |                  | 12537       |
| Вишнева                       | вул.  | | Святошинський                             | Нивки                                    |                  | 12700       |
| Вишнева                       | вул.  | | Солом'янський                             | Жуляни                                   | 2015             | 12680       |
| Вишневського Архітектора      | вул.  | Лінія 1-ша, Федосєєва                                                                                      | Солом'янський                             | Батиєва гора                             | 2022             | 11758       |
| Вишняківська                  | вул.  | Нова 4 | Дарницький                                | Позняки                                  | 1993             | 10240       |
| Відважний                     | пров. | | Деснянський                               | Троєщина                                 |                  | 12803       |
| Віденська                     | вул.  | Ворошилова, Котика Валі                                                                                    | Святошинський                             | Біличі                                   | 2022             | 10771       |
| Відпочинку                    | вул.  | Нова | Святошинський                             | Святошин                                 | 1957             | 10241       |
| Відрадна                      | площа | | Солом'янський                             | Відрадний                                | 2021             | —           |
| Відрадний                     | пр-т  | Нова 133-тя, Новоніжинська вул., Чубаря                                                                    | Святошинський, Солом'янський              | Відрадний, Новокараваєві дачі            | 1991             | 10242       |
| Військова                     | вул.  | Нова 8-ма                                                                                                  | Голосіївський                             | Багринова гора                           | 1944             | 10243       |
| Військовий                    | пр-д  | | Печерський                                | Бусове поле                              | 1950-ті          | 10244       |
| Вільде Едуарда                | вул.  | Малинівська (част.)                                                                                        | Дніпровський                              | Воскресенка                              | 1965             | 10245       |
| Вільнюська                    | вул.  | Нова 640-ва                                                                                                | Дніпровський                              | Ліски                                    | 1953             | 10246       |
| Вільхова                      | вул.  | | Дніпровський                              | ДВРЗ                                     | 1957             | 10247       |
| Вільшанська                   | вул.  | Святотроїцька, Ольшанського + Нова 248-ма                                                                  | Печерський                                | Звіринець                                | 1950-ті          | 10248       |
| Вільшанський                  | пров. | Нова 651-ша вул.                                                                                           | Печерський                                | Звіринець                                | 1953             | 10249       |
| Вінграновського Миколи        | вул.  | Проектна 2                                                                                                 | Дарницький                                | Рембаза                                  | 2012             | 10251       |
| Вінницька                     | вул.  | Богуславська                                                                                               | Солом'янський                             | Чоколівка                                | 1955             | 10252       |
| Вірменська                    | вул.  | Нова 240-ва                                                                                                | Дарницький                                | Харківський масив, Червоний хутір        | 1953             | 10253       |
| Вірменський                   | пров. | Нова 241-ша вул.                                                                                           | Дарницький                                | Червоний хутір                           | 1953             | 10254       |
| Вірності                      | вул.  | | Деснянський                               | Троєщина                                 |                  | 12115       |
| Вірського Павла               | бул.  | Нова 864-та вул., Саратовська вул.                                                                         | Шевченківський                            | Нивки, Дехтярі                           | 2021             | 11505       |
| Вірьовки Григорія             | вул.  | | Деснянський                               | Троєщина                                 | 2011             | 10224       |
| Віскозна                      | вул.  | Нова XXIV + Червоногвардійський пров.                                                                      | Дніпровський, Деснянський                 |                                          | 1957             | 10255       |
| Вітавська                     | вул.  | | Голосіївський                             | Віта-Литовська                           | 1-ша пол. XX ст. | 10256       |
| Вітовецька                    | вул.  | Лермонтова                                                                                                 | Дарницький                                | Бортничі                                 | 2022             | 10888       |
| Вітовецький                   | пров. | Лермонтова 1-й                                                                                             | Дарницький                                | Бортничі                                 | 2022             | 10889       |
| Вітовта Князя                 | вул.  | Проектна 12996                                                                                             | Голосіївський                             | Віта-Литовська                           | 2017             | 12996       |
| Віто-Литовський               | пров. | Ленінська, Пирогівський шлях, Червонопрапорна вул. (част.), Чапаєвське шосе                                | Голосіївський                             | Корчувате                                | 2015             | 11836       |
| Вітряні Гори                  | вул.  | | Подільський                               | Вітряні гори                             | 1-ша пол. XX ст. | 10258       |
| Вітянська                     | вул.  | | Голосіївський                             | Корчувате                                | 1-ша пол. XX ст. | 10260       |
| Вічова                        | вул.  | Гур'ївський зав., Нова, Маміна-Сибіряка                                                                    | Солом'янський                             | Караваєві дачі                           | 2022             | 11004       |
| Вовчогірська                  | вул.  | Нова 869-та, Ставропольська                                                                                | Шевченківський                            | Дехтярі, Нивки                           | 2022             | 11596       |
| Вовчогірський                 | пров. | Новий, Ставропольський                                                                                     | Шевченківський                            | Дехтярі, Нивки                           | 2022             | 11597       |
| Водогінна                     | вул.  | Нова 454-та                                                                                                | Голосіївський                             | Деміївка                                 | 1944             | 10262       |
| Воздвиженська                 | вул.  | Кецховелі Ладо                                                                                             | Подільський                               | Гончарі-Кожум'яки                        | 1984             | 10263       |
| Воздвиженський                | пров. | Кецховелі Ладо                                                                                             | Подільський                               | Поділ                                    | 2018             | 10675       |
| Вознесенський                 | узвіз | Вознесенський, Іларіонівський, Смірнова ім. вул., Смирнова, Смирнова-Ласточкіна, Смирнова-Ласточкіна вул.  | Шевченківський                            | Кудрявець                                | 2015             | 11561       |
| Вознесенський Яр              | вул.  | Вознесенський Яр, Петрівська                                                                               | Шевченківський                            | Кудрявець                                | 2023             | 11271       |
| Воїнова Олександра            | пров. | Нова 733-тя, Одоєвського                                                                                   | Подільський                               | Куренівка                                | 2022             | 11188       |
| Вокзальна                     | вул.  | | Солом'янський, Шевченківський             | Паньківщина                              | XIX ст.          | 10265       |
| Вокзальна                     | площа | | Солом'янський                             | Солом'янка                               | XIX ст.          | 10266       |
| Волго-Донська                 | вул.  | Нова 601-ша                                                                                                | Дарницький                                | Нова Дарниця                             | 1953             | 10269       |
| Волинська                     | вул.  | | Солом'янський                             | Чоколівка                                | 1930-ті          | 10273       |
| Волноваська                   | вул.  | Костянтинівська 2-га, Радищева                                                                             | Солом'янський                             | Грушки                                   | 2022             | 11405       |
| Володарська                   | вул.  | Проектна 13001                                                                                             | Голосіївський                             | Віта-Литовська                           | 2017             | 13001       |
| Володимира Ольґердовича Князя | пров. | Нова 36-та вул., Червоний                                                                                  | Солом'янський                             | Совки                                    | 2022             | 11842       |
| Володимиро-Либідська          | вул.  | Либідсько-Володимирська                                                                                    | Голосіївський                             | Нова Забудова                            | 1869             | 10275       |
| Володимирська                 | вул.  | Золота, Університетська, Десятинна, Велика Володимирська, Нижньо-Володимирська, Володимирська, Короленка   | Голосіївський, Шевченківський             | Старий Київ, Нова Забудова               | 1944             | 10276       |
| Володимирський                | пр-д  | Присутственний                                                                                             | Шевченківський                            | Старий Київ                              | 1955             | 10277       |
| Володимирський                | узвіз | Мостова вул., Олександрівська вул., Революції вул., Кірова вул.                                            | Печерський, Подільський, Шевченківський   |                                          | 1944             | 10278       |
| Волоська                      | вул.  | | Подільський                               | Поділ                                    | XVIII ст.        | 10279       |
| Волошина Августина            | вул.  | Високовольтна, Галана Ярослава                                                                             | Солом'янський                             | Новокараваєві дачі                       | 2017             | 10300       |
| Волошкова                     | вул.  | | Солом'янський                             | Жуляни                                   | 2015             | 11984       |
| Волошковий                    | пров. | | Деснянський                               | Троєщина                                 | 2011             | 11985       |
| Воргола Енді                  | вул.  | Нова 710-та, Достоєвського                                                                                 | Подільський                               | Куренівка                                | 2022             | 10475       |
| Воробйова Генадія Генерала    | вул.  | Нова 492-га, Курська                                                                                       | Солом'янський                             | Першотравневий масив                     | 2018             | 10851       |
| Вороних Родини                | вул.  | Проектна 13070                                                                                             | Деснянський                               | Селище Радистів                          | 2017             | 13070       |
| Воскресенська                 | вул.  | | Дніпровський                              | Воскресенка                              | 1968             | 10284       |
| Воскресенський                | пр-т  | Нова вул. + Воскресенське шосе, Перова бульвар                                                             | Дніпровський                              | Воскресенка                              | 2023             | 11263       |
| Восьмого Березня              | вул.  | Проїзд «Б»                                                                                                 | Оболонський                               | ДВС                                      | 1958             | 10285       |
| Врубелівський                 | узвіз | | Шевченківський                            | Реп'яхів яр                              | 1939             | 10286       |
| Всеволода Ярославича Князя    | вул.  | Завулок № 2, Пухова Генерала                                                                               | Святошинський                             | Перемога                                 | 2022             | 11395       |
| Вузівська                     | вул.  | | Солом'янський                             | Олександрівська слобідка                 | 1950-ті          | 10287       |
| Вуликова                      | вул.  | Калініна                                                                                                   | Дарницький                                | Бортничі                                 | 2015             | 10636       |
| Вчительська                   | вул.  | | Солом'янський                             | Жуляни                                   | 1988             | 10288       |

## Зниклі вулиці
| Назва            | Тип    | Район          | Місцевість               | Рік зникнення | Примітка                                                |
| ---------------- | ------ | -------------- | ------------------------ | ------------- | ------------------------------------------------------- |
| Вавилова         | пров.  | Шевченківський | Сирець                   | 1978          | до 1955 року — Нова вул.                                |
| Варненська       | вул.   | Ленінградський | с. Микільська Борщагівка | 1980-ті       | до 1974 року — Димитрова                                |
| Васнецова        | пров.  | Дарницький     | Стара Дарниця            | 1977          | до 1955 року — (4-й) Безіменний                         |
| Верболозний      | проїзд | Подільський    | Куренівка                | 1980-ті       |                                                         |
| Весела           | вул.   | Жовтневий      | Відрадний                | 1977          |                                                         |
| Верхньомостицька | вул.   | Подільський    |                          | 1981          |                                                         |
| Веселий          | пров.  | Печерський     | Верхня Теличка           | 1977          |                                                         |
| Ветеринарна      | вул.   | Залізничний    | Чоколівка                | 1961          | до 1955 року — 491-ша Нова                              |
| Виборзький       | пров.  | Жовтневий      | Караваєві дачі           | 1980-ті       | до 1953 року — 139-та Нова вул.                         |
| Вигурівська      | вул.   | Дніпровський   | Микільська слобідка      | 1980-ті       | до 1955 року — 910-та Нова                              |
| Вигурівський     | пров.  | Дніпровський   | Микільська слобідка      | 1978          |                                                         |
| Виставочна       | вул.   | Московський    | Голосіїв                 | 1980-ті       | існує як дорога без назви                               |
| Вишгородський    | пров.  | Подільський    | Пріорка                  | 1980-ті       |                                                         |
| Вишневий         | пров.  | Шевченківський | Татарка                  | 1980-ті       | існує як безіменний проїзд, на деяких картах підписаний |
| Вільнюський      | пров.  | Дарницький     | Ліски                    | 1977          |                                                         |
| Вільямса         | вул.   | Дніпровський   | Микільська слобідка      | 1977          |                                                         |
| Вільямса         | пров.  | Дніпровський   | Микільська слобідка      | 1977          |                                                         |
| Вінницька        | вул.   | Московський    | Цимбалів яр              | 1977          | до 1944 року — Нова                                     |
| Вітряна          | вул.   | Подільський    | Вітряні гори             | 1980-ті       |                                                         |
| Вітряний         | пров.  | Подільський    | Вітряні гори             | 1980-ті       |                                                         |
| Вітянський       | пров.  | Московський    | Деміївка                 | 1980-ті       |                                                         |
| Вічева           | вул.   | Жовтневий      | Караваєві дачі           | до 1960-х     |                                                         |
| Водників         | пров.  | Подільський    | с-ще Шевченка            | 1980-ті       | приєднаний до вулиці Водників                           |
| Водяна           | вул.   | Подільський    | Пріорка                  | 1980-ті       |                                                         |
| Водяний          | пров.  | Подільський    | Пріорка                  | 1980-ті       |                                                         |
| Вокзальний       | пров.  | Залізничний    | Солом'янка               | 1977          |                                                         |
| Волинський       | пров.  | Залізничний    | Чоколівка                | 1980-ті       |                                                         |
| Володимирська    | пл.    | Московський    | Нова Забудова            | 1970          |                                                         |
| Волочаївська     | вул.   | Жовтневий      | Караваєві дачі           | 1980-ті       |                                                         |
| Волочаївський    | пров.  | Жовтневий      | Караваєві дачі           | 1977          |                                                         |
| Воронезька       | вул.   | Дарницький     | Кухмістерська слобідка   | 1971          | до 1955 року — 4-та Комсомольська                       |
| Воронезький      | пров.  | Дарницький     | Кухмістерська слобідка   | 1971          | до 1955 року — Комсомольський                           |
| Врубелівський    | пров.  | Шевченківський | Реп'яхів яр              | 1970-ті       |                                                         |

## Перейменовані вулиці
| Стара назва                                             | Нова назва                             | Район                                        | Дата перейменування | Сучасна назва                   |
| ------------------------------------------------------- | -------------------------------------- | -------------------------------------------- | ------------------- | ------------------------------- |
| Вавилова                                                | Вавилова Академіка                     | Шевченківський                               | 1974                | Вавилових                       |
| Вавілова Академіка                                      | Вавілових                              | Шевченківський                               | 1991                | Вавилових                       |
| Вавілових                                               | Вавилових                              | Шевченківський                               | 2022                | Вавилових                       |
| Варлена пров.                                           | Михайлівський пров.                    | Шевченківський                               | 1944                | Михайлівський пров.             |
| Василевської Ванди                                      | Гаврилишина Богдана                    | Шевченківський                               | 2018                | Гаврилишина Богдана             |
| Васильківський (2-й) пров.                              | Київський пров.                        | Кагановичський                               | 1944                | ?                               |
| Васильківський (2-й) пров.                              | Горького пров.                         | Кагановичський                               | 1955                | Шахліна Бориса пров.            |
| Васильківський (3-й) пров.                              | Краснолуцький пров.                    | Дарницький                                   | 1955                | Краснолуцький пров.             |
| Васильківський (4-й) пров.                              | Ужгородська                            | Кагановичський                               | 1955                | Ужгородська                     |
| Васильчиківська                                         | Прорізна (неоф.)                       | Старокиївська частина                        | 2-га пол. XIX ст.   | Прорізна                        |
| Ватутіна                                                | Тухачевського Маршала                  | Жовтневий                                    | 1965                | Драй-Хмари Михайла              |
| Ватутіна                                                | Андрющенка Григорія                    | Радянський                                   | 1982                | Казарменна                      |
| Ватутіна                                                | Територіальної оборони                 | Солом'янський                                | 2022                | Територіальної оборони          |
| Ватутіна пров.                                          | Ізяславський пров.                     | Солом'янський                                | 2015                | Ізяславський пров.              |
| Ватутіна Генерала пр-т                                  | Шухевича Романа пр-т                   | Дніпровський, Деснянський                    | 2017                | Шухевича Романа пр-т            |
| Ватченка                                                | Василенка Миколи                       | Жовтневий                                    | 1991                | Василенка Миколи                |
| Введенська                                              | Ратманського                           |                                              | 1928                | Введенська                      |
| Велика                                                  | Ігнатьєвська                           | Верхня Солом'янка                            | 1909                | Липківського Василя Митрополита |
| Велика Васильківська                                    | Червоноармійська                       | Ленінський, Кагановичський                   | 1919, 1944          | Велика Васильківська            |
| Велика Васильківська (на Сталінці)                      | Васильківська                          | Кагановичський                               | 1944                | Васильківська                   |
| Велика Володимирська                                    | Короленка                              |                                              | 1922                | Володимирська                   |
| Велика Володимирська + Десятинна + Нижньо-Володимирська | Володимирська                          | Старокиївська, Бульварна, Либедська дільниці | 1901                | Володимирська                   |
| Велика Житомирська                                      | Горовиця (Горвиця)                     |                                              | 1919                | Велика Житомирська              |
| Велика Жандармська + Мала Жандармська                   | Маріїнсько-Благовіщенська              | Бульварна дільниця                           | 1889                | Саксаганського                  |
| Велика Мостицька                                        | Правди пр-т                            | Подільський                                  | 1971                | Правди пр-т                     |
| Велика Підвальна                                        | Ярославів вал                          | Радянський                                   | 1976                | Ярославів Вал                   |
| Велика Українська                                       | Руданського                            | Жовтневий                                    | 1955                | Руданського Степана             |
| Велика Шиянівська                                       | Лескова                                | Кіровський                                   | 1940                | Лєскова                         |
| Велико-Залізнична                                       | Землячки                               | Жовтневий                                    | 1963                | Яблонської Тетяни               |
| Венедиктовська                                          | Лермонтовська                          | Либідська дільниця                           | бл. 1913            | Богунський пров.                |
| Вернадського Академіка                                  | Вернадського Академіка бул.            | Жовтневий                                    | 1973                | Вернадського Академіка бул.     |
| Вернадського [Академіка]                                | Запорожця Петра                        | Дарницький                                   | 1963                | Запорожця Петра                 |
| Верстатозаводська                                       | Тешебаєва                              | Радянський                                   | 1985                | Бринжали Олександра             |
| Верхньо-Юрківська                                       | Шмідта Отто                            | Молотовський                                 | 1944                | Шмідта Отто                     |
| Верхня                                                  | Гришка Михайла                         | Харківський                                  | 1993                | Гришка Михайла                  |
| Весняна                                                 | Делоне Професора                       | Солом'янський                                | 2019                | Делоне Професора                |
| Вєтрова                                                 | Назарівська                            | Шевченківський                               | 2013                | Назарівська                     |
| Виборгська                                              | Виборзька                              | Солом'янський                                | 2012                | Тихого Олекси                   |
| Виборзька                                               | Тихого Олекси                          | Солом'янський                                | 2019                | Тихого Олекси                   |
| Виборзький пров.                                        | Попаснянський пров.                    | Солом'янський                                | 2022                | Попаснянський пров.             |
| Видова                                                  | Грозненська                            | Солом'янський                                | 1955                | Ічкерська                       |
| Визволителів пр-т                                       | Нарбута Георгія пр-т                   | Дніпровський                                 | 2023                | Нарбута Георгія пр-т            |
| Виноградарська                                          | Пантелькіна Анатолія                   | Ленінградський                               | 1980                | Пантелькіна Анатолія            |
| Виноградарський пров.                                   | Оніскевича Григорія                    | Ленінградський                               | 1976                | Онискевича Григорія             |
| Виноградна                                              | Богомольця Академіка                   | Печерський                                   | 1946                | Богомольця Академіка            |
| Виноградна                                              | Єлизаветинська                         | Дворцова частина                             | 1869                | Орлика Пилипа                   |
| Високовольтна                                           | Галана Ярослава                        | Жовтневий                                    | 1977                | Волошина Августина              |
| Високовольтна                                           | Трудових Резервів                      | Жовтневий                                    | 1965                | Василенка Миколи                |
| Високовольтна (2-га)                                    | Профспілкова                           | Дарницький                                   | 1955                | Профспілкова                    |
| Високовольтний бул.                                     | Гашека Ярослава бул.                   | Дарницький                                   | 1963                | Гашека Ярослава бул.            |
| Високовольтний зав.                                     | Високовольтний бул.                    | Дарницький                                   | 1957                | Гашека Ярослава бул.            |
| Виставочна                                              | Потєхіна Полковника                    | Московський                                  | 1971                | Виставкова                      |
| Вищедубечанська                                         | Малишка Андрія                         | Дарницький                                   | 1971                | Малишка Андрія                  |
| Відрадна                                                | Героїв Севастополя                     | Жовтневий                                    | 1963, 1982          | Героїв Севастополя              |
| Відрадна                                                | Мануїльського                          | Шевченківський                               | 1959                | Майбороди Платона               |
| Військовий шлях                                         | Островітянське шосе                    | Кіровський                                   | 1940                | Бойчука Михайла                 |
| Військовий шлях                                         | Кіквідзе                               | Печерський                                   | 1957                | Бойчука Михайла                 |
| Військово-Кладовищенська (част.)                        | Алексієнка                             | Печерський                                   | 1957                | ліквідовано                     |
| Військово-Кладовищенська (част.)                        | Тимірязєвська                          | Печерський                                   | 1955                | Садово-Ботанічна                |
| Військово-Кладовищенська (1-ша)                         | Велика Звіринецька                     | Кіровський                                   | 1940                | ?                               |
| Вільноживущих пров.                                     | Балакирева пров.                       | Кагановичський                               | 1955                | ліквідовано                     |
| Вільшанська (2-га)                                      | Орська                                 | Подільський                                  | 1955                | Мови Василя                     |
| Вільямса Академіка                                      | Рудницького Степана                    | Голосіївський                                | 2022                | Рудницького Степана             |
| Вільямса 1                                              | Успішна                                | Голосіївський                                | 2008                | Успішна                         |
| Вільямса 2                                              | Щаслива                                | Голосіївський                                | 2008                | Щаслива                         |
| Вільямса 3                                              | Творча                                 | Голосіївський                                | 2008                | Творча                          |
| Вінницька                                               | Янтарна                                | Жовтневий                                    | 1965                | Янтарна                         |
| Вірського Павла                                         | Авдієвського Анатолія                  | Деснянський                                  | 2021                | Авдієвського Анатолія           |
| Вітрука Генерала                                        | Авіаконструкторська                    | Святошинський                                | 2022                | Авіаконструкторська             |
| Вітряні гори (2-га)                                     | Червонопільська                        | Подільський                                  | 1955                | Перемишльська                   |
| Вітчизняна                                              | Опільська                              | Подільський                                  | 2022                | Опільська                       |
| Вітянська (2-га)                                        | Ковельська                             | Подільський                                  | 1955                | Ковельська                      |
| Вітянський (2-й) пров.                                  | Ковельський пров.                      | Кагановичський                               | 1955                | ліквідовано                     |
| Вітянський (3-й) пров.                                  | Бугський пров.                         | Кагановичський                               | 1955                | ліквідовано                     |
| Вовчегірська                                            | Естонська                              | Радянський                                   | 1971                | Естонська                       |
| Вовчегірський пров.                                     | Естонська                              | Радянський                                   | 1971                | Естонський пров.                |
| Вовчий Яр                                               | Соляна                                 | Лук'янівська дільниця                        | 1915                | Соляна                          |
| Водників                                                | Світязька                              | Подільський                                  | 2022                | Світязька                       |
| Воздвиженська                                           | Кецховелі Ладо                         | Подільський                                  | 1936, 1944          | Воздвиженська                   |
| Воздвиженський пров.                                    | Кецховелі Ладо пров.                   | Подільський                                  | 1955                | Воздвиженський пров.            |
| Вознесенська                                            | Нечаївська                             | Кагановичський                               | 1955                | ліквідовано                     |
| Вознесенський узвіз                                     | Іларіонівський узвіз                   | Подільська частина                           | 1863                | Вознесенський узвіз             |
| Вознесенський узвіз                                     | Смирнова-Ласточкіна узвіз              | Молотовський                                 | 1944                | Вознесенський узвіз             |
| Вознесенський Яр                                        | Петрівська                             | Лук'янівська дільниця                        | 1907                | Вознесенський Яр                |
| Возз'єднання пр-т                                       | Соборності пр-т                        | Дніпровський                                 | 2016                | Соборності пр-т                 |
| Вокзальна (2-га)                                        | Привокзальна                           | Дарницький                                   | 1955                | Привокзальна                    |
| Вокзальна (3-тя)                                        | Пінська                                | Жовтневий                                    | 1955                | Святошинська                    |
| Вокзальний (2-й) пров.                                  | Пінський                               | Жовтневий                                    | 1955                | ліквідовано                     |
| Волгоградська                                           | Ратушного Романа                       | Солом'янський                                | 2022                | Ратушного Романа                |
| Волгоградська пл.                                       | Конотопської битви пл.                 | Деснянський                                  | 2022                | Конотопської битви пл.          |
| Волкова Космонавта                                      | Поповича Космонавта                    | Деснянський                                  | 2023                | Поповича Космонавта             |
| Володарського                                           | Златоустівська                         | Шевченківський                               | 1999                | Золотоустівська                 |
| Володарського                                           | Золотоустівська                        | Шевченківський                               | 2000                | Золотоустівська                 |
| Володимиро-Либідська (част.)                            | Щорса                                  | Московський                                  | 1970                | Євгена Коновальця               |
| Володимирська                                           | Мала Володимирська (Маловолодимирська) | Старокиївська частина                        | 1850-ті             | Гончара Олеся                   |
| Володимирська                                           | Братська                               | Подільська частина                           | 1869                | Братська                        |
| Володимирська                                           | Либідсько-Володимирська                | Либідська частина                            | 1869                | Володимиро-Либідська            |
| Володимирська (част.)                                   | Десятинна                              | Старокиївська частина                        | 1869                | Володимирська                   |
| Володимирська (част.)                                   | Нижньо-Володимирська                   | Старокиївська частина                        | 1869                | Володимирська                   |
| Володимирська пл.                                       | Інститутська пл.                       | Сталінський                                  | 1939                | Ботанічна пл.                   |
| Володимирський (2-й) пров.                              | Херсонський                            | Залізничний                                  | 1955                | ліквідовано                     |
| Волзька                                                 | Гайдамацька                            | Голосіївський                                | 2022                | Гайдамацька                     |
| Волзький пров.                                          | Гайдамацький пров.                     | Голосіївський                                | 2022                | Гайдамацький пров.              |
| Волховська                                              | Енергодарська                          | Дніпровський                                 | 2022                | Енергодарська                   |
| Волховський пров.                                       | Томаківський пров.                     | Дніпровський                                 | 2022                | Томаківський пров.              |
| Воровського                                             | Бульварно-Кудрявська                   | Шевченківський                               | 2014                | Бульварно-Кудрявська            |
| Воровського                                             | Крещатик                               | Ленінський                                   | 1937                | Хрещатик                        |
| Воровського                                             | Млинна                                 | Дарницький                                   | 2016                | Млинна                          |
| Воровського (2-га)                                      | Краєвидна                              | Дарницький                                   | 1955                | ліквідовано                     |
| Ворошилова                                              | Бірюзова Маршала                       | Ленінградський                               | 1974                | Вербівська                      |
| Ворошилова                                              | Котика Валі                            | Ленінградський                               | 1966                | Віденська                       |
| Ворошилова                                              | Полупанова                             | Сталінський                                  | 1957                | Ярославів Вал                   |
| Ворошилова [Маршала] пр-т                               | Лісовий пр-т                           | Ватутінський                                 | 1991                | Лісовий пр-т                    |
| Ворошиловградська                                       | Похила                                 | Московський                                  | 1959                | Похила                          |
| Воскресенська                                           | Васильченка                            | Залізничний                                  | 1955                | Васильченка                     |
| Воскресенська                                           | Магістральна                           | Жовтневий                                    | 1955                | Магістральна                    |
| Воскресенське шосе                                      | Воскресенська                          | Дарницький                                   | 1968                | Воскресенська                   |
| Воскресенське шосе                                      | Перова бул.                            | Дарницький                                   | 1969                | Воскресенський пр-т             |
| Воскресенський пров.                                    | Хоревий пров.                          | Подільський                                  | 1955                | Хорива пров.                    |
| Всеволодівська                                          | Старо-Київська (част.)                 | Жовтневий                                    | 1944 (1952)         | Старокиївська                   |
| Вузький пров.                                           | Шулявський пров.                       | Жовтневий                                    | 1940-ві             | Тбіліський пров.                |
|                                                         |                                        |                                              |                     |                                 |